# Straszowa Wola
Straszowa Wola – wieś w Polsce położona w województwie łódzkim, w powiecie opoczyńskim, w gminie Żarnów.
W latach 1975–1998 miejscowość administracyjnie należała do województwa piotrkowskiego.
Ze Straszowej Woli pochodzi rektor Katolickiego Uniwersytetu Lubelskiego ks. prof. dr hab Stanisław Wilk.
Wierni Kościoła rzymskokatolickiego należą do parafii Nawiedzenia Najświętszej Maryi Panny w Żelazowicach.